# Monopeltis infuscata
Espèce
Monopeltis infuscata est une espèce d'amphisbènes de la famille des Amphisbaenidae.

## Répartition
Cette espèce se rencontre :
- dans le sud-ouest de l'Angola ;
- en Namibie ;
- en Afrique du Sud ;
- au Botswana ;
- au Zimbabwe.

## Publication originale
- Broadley, 1997 : A review of the Monopeltis capensis complex in southern Africa (Reptilia: Amphisbaenidae). African Journal of Herpetology, vol. 46, n. 1, p. 1-12.